# Catear
Catear（カティア）は女装をモチーフにした作品を専門に制作している日本のアダルトゲームメーカーである。

## 概要
作品には、女装関連の用語を引用した言葉が出てくる。例えば『Trans'1』に出てくる「女装会館エリザ」は名前やサービスが類似する実在の女装クラブから、『Cloth×Close』の副題には「くいーん」と言う女装交際誌のタイトルが引用されている。
『Cloth×Close』は、ヒロインが全員男性（女装）にもかかわらず美少女ゲームアワード2006に出場し、上位進出を果たした。また、2007年3月現在、「女装」「両性具有」「男色」をキーワードにした最新作『屠殺の園』も美少女ゲームアワード2007にエントリーしている。
公式サイトでは自社ブランドのゲーム紹介のほか、かつらなど女装用品の通信販売も行っている。ソフトの販売は当初、アニメ制作会社・南町奉行所が行っていたが2007年以降はアールエスケイの販売となっている。

## 作品リスト
タイトル名の後の括弧内は発売日。
- Trans' 〜僕とあたしの境界線〜（2002年4月4日） - Catear1作目の本作のみ全年齢対象であった。
- Trans'2〜僕とあたしと恋人と〜（2005年7月8日）
- Cloth×Close 〜ボクがくぃ〜ん!?〜（2006年7月14日）
- 屠殺の園（2007年4月27日）
- 楔 -仕組まれた女装罠-（2007年10月12日）
- 乙女ちっく♂ブルー（2007年10月12日）
- 恋衣〜まずはコレ着て!〜（2009年11月20日）
- 女装（オンナノコ）ならいいの?（2011年11月1日） - ダウンロード版のみ